# Adriana Díaz Enciso
Adriana Díaz Enciso (Guadalajara, Jalisco, 26 de fevereiro de 1964) é uma poeta, ensaísta, tradutora e escritora mexicana.
Estudou ciências da comunicação no Instituto Tecnológico e de Estudos Superiores de Occidente. Deu aulas no Centro Jalisciense de Produtividade e no mesmo ITESO. Foi roteirista da série televisiva La hora marcada e conduziu o programa Dimensión Rockera de Rádio Universidade de Guadalajara. Deu aulas sobre literatura na Universidade do Claustro de Sor Juana e de literatura latino-americana no Instituto Cervantes em sua sede em Londres. Escreveu a letra de muitas canções da banda Santa Sabina.
Desde 1999 reside em Londres.

## Obras

### Novelas
- La sed (2001)
- Puente del cielo (2003)
- Odio (2012)

### Livro de contos
- Cuentos de Fantasmas y otras mentiras (2005)

### Poesia
- Sombra abierta (Departamento de Bellas Artes de Guadalajara, 1987)
- Pronunciación del deseo (de cara al mar) (UNAM (El Ala del Tigre), 1993)
- Hacia la luz (1997)
- Estaciones (2004)
- Una rosa (2010)
- Nieve, Agua

### Ensaios
- El libro, la ciudad (2012)